# Raymond Sumlut Gam
Raymond Sumlut Gam (* 19. Juni 1953 in Sadung) ist Bischof von Banmaw. 

## Leben
Raymond Sumlut Gam empfing am 29. März 1981 die Priesterweihe. Papst Benedikt XVI. ernannte ihn am 28. August 2006 zum Bischof von Banmaw.
Die Bischofsweihe spendete ihm der Apostolische Nuntius in Thailand, Singapur und Kambodscha und Apostolische Delegat in Myanmar, Laos, Malaysia und Brunei Darussalam, Salvatore Pennacchio, am 18. November desselben Jahres; Mitkonsekratoren waren Francis Daw Tang, Bischof von Myitkyina, und Paul Zingtung Grawng, Erzbischof von Mandalay.